# The Battle of Alcazar
The Battle of Alcazar (ou "A batalha de Alcácer") é uma peça teatral inglesa atribuída a George Peele, talvez tenha sido escrita antes do fim de 1591.
A peça foi publicada anonimamente em 1594, contando uma versão da história da Batalha de Alcácer Quibir, ocorrida em 1578, com ênfase no aventureiro inglês Thomas Stukeley, para além de D. Sebastião.
Alusões à Armada espanhola nesta peça parecem limitar a sua data inicial. A peça também pode ter sido uma tentativa de capitalizar o interesse popular na expedição de Drake-Norris, a chamada Contra-Armada Inglesa de 1589, em que George Peele estava interessado.

## Personagens
- Rei D. Sebastião
- Duque de Aveiro
- Duque de Barcelos
- Luís da Silva - (Lewes da Silva)
- Cristovão de Távora (Christofero de Tavero)
- Don Diogo Lopes (Don Diego Lopis)
- Don de Meneses (Don de Menysis)
- Thomas Stukeley
- Abdelmelec – também conhecido como Muly Molocco, Rei de Marrocos
- Abdil Rayes – a sua Rainha
- Calsepius Bashaw – general das tropas turcas, de apoio a Abdelmelec
- Zareo – um Mouro de Argel, seguidor de Abdelmelec
- Celybin – capitão do exército de Abdelmelec
- Muly Mahamet Seth – irmão de AbdelmelecD. Se
- Rubin Archis – viúva de Abdelmunen, irmão de Abdelmelec, e seu filho
- Muly Mahamet, sobrinho de Abdelmelec
- Calipolis – mulher de Muly Mahamet
- Filho de Muly Mahamet
- Pisano, capitão de Muly Mahamet
- Mensageiro
- Um menino que serve Muly Mahamet
- Embaixadores de Muly Mahamet para o Rei de Portugal

## História da peça
O grupo Lord Strange's Men actuou 14 vezes uma peça denominada "Muly Molloco", entre 21 de fevereiro de 1592 e 20 de janeiro de 1593; que geralmente se pensa ser "A Batalha de Alcazar" sob um título alternativo (mais nenhuma outra peça é sobre "Muly Molucco" ou tem esse personagem). Mais tarde a peça foi reencenada pelos Admiral's Men, em 1598 ou 1600-02.
Em 1594 foi impressa por Edward Allde para o livreiro Richard Bankworth.
A peça foi publicada anonimamente, embora a atribuição a Peele repouse sobre provas internas de estilística e de atribuição de autoria numa passagem citada na antologia de England Parnassus (1600). Esta atribuição é questionável, já que houve um erro na atribuição de autoria noutro lugar.

## Análise
A Batalha de Alcazar é uma peça de cinco atos, que conta uma história sobre a batalha de Alcácer Quibir. Tal como a peça de Shakespeare, Henrique V (1599), é narrada por um Coro que descreve a ação em termos heróicos: o rei D. Sebastião é referido como "honrado e corajoso príncipe", mas poderá ser visto como ingénuo ao invadir Marrocos, num engano de Muly Mahamet, enquanto vilão maquiavélico.
A facção de "Muly Mahamet" (Abedal Maleque), é retratada com simpatia. O tratamento da peça sobre o líder marroquino tem sido apontado como "o primeiro tratamento dramático tratamento de um mouro sobre o palco inglês...." (a orientação de Peele pode ser entendida como antiespanhola, ao invés de pró-Marroquina, dentro do contexto histórico contemporâneo de tentativas de uma aliança entre Isabel I de Inglaterra e Amade Almançor.)
O principal protagonista da peça é Thomas Stukeley, apresentado como uma figura impulsionada pela ambição: a ele é dado um monólogo sobre seu desejo de ser um rei, que muito provavelmente influenciou Shakespeare, ao escrever semelhante discurso para o Duque de Gloucester em Henrique VI, Parte 3. Peele pode ter escolhido tratar Stukeley como uma tentativa de criar um herói comparável ao Tamburlaine de Marlowe, que foi o grande sucesso teatral do final dos anos de 1580 (Peele escreveu um poemaː "A Farewell to Norris and Drake", em que liga Stukeley e Tamburlaine).
O "enredo" da produção para os Admiral's Men ainda existe, como MS. Add. 10,449, fol. 3, na coleção do Museu Britânico. Apesar de danificado, a trama revela a maioria do elenco da produção, que incluiu Edward Alleyn e Samuel Rowley, entre outros membros da empresa. Em comparação com o enredo para a peça, W. W. Greg determinou que a trama requeria um maior elenco do que a versão impressa; argumentando que o texto impresso foi cortado do original, para acomodar uma menor escala de produção. Outros estudiosos concordam que em 1594 o texto foi reduzido, embora a razão para esse encurtamento tenha sido contestada.
Peele não foi o único dramaturgo inglês a encenar a história de Sebastião. Uma peça perdida, Sebastião, Rei de Portugal, foi encenada pelos Admiral's Men, em 1601. Massinger escreveu Believe as you list (1631) originalmente sobre D. Sebastião, mas teve que mudar o enquadramento da peça para a Grécia antiga, depois da sua primeira versão ter sido suprimida. Após a restauração da monarquia inglesa, John Dryden escreveu Don Sebastian (1689) sobre o mesmo assunto.

## Resumo do enredo
Abdelmeclec (também conhecido como Muly Molocco) aparece como rei de Marrocos. Mas o seu sobrinho Muly Mahamet, reclama o seu trono. Sebastião, Rei de Portugal, promete ajuda a Muly Mahamet crendo que este age honradamente̹̹̹̟. O invisível Amurath, Imperador do Oriente, prontifica-se a ajudar Adbelmelec. Abdelmelec é morto em combate, mas o seu irmão Muly Mahamet Seth decide, a fim de que as suas tropas não percam a motivação no meio da batalha, que a sua morte deve ser escondida. A trama funciona, e as tropas de Abdelmelec saem vitoriosas. Na batalha morrem três reis: Abdelmeclec, Muly Mahamet e o Rei de Portugal. O irmão de Abdelmelec, Muly Mahamet Seth é declarado Rei de Marrocos, depois da morte do irmão e do sobrinho.